# Arthur Evans
Arthur John Evans (ur. 8 lipca 1851 w Nash Mills, Hertfordshire, zm. 11 lipca 1941 w Youlbury, Oxfordshire) – brytyjski archeolog. Laureat Medalu Copleya.

## Życiorys
Zamiłowanie do archeologii odziedziczył po ojcu – walijskim przemysłowcu, który amatorsko uprawiał tę dyscyplinę nauki. W 1884 roku Arthur Evans został kuratorem oksfordzkiego Ashmolean Museum i pełnił tę funkcję przez 25 lat.
Przez wiele lat prowadził prace wykopaliskowe na Krecie, których owocem było odkrycie kultury minojskiej i najcenniejszych jej zabytków (pałac w Knossos, pismo linearne A i pismo linearne B). Dokonał też precyzyjnego podziału na okresy historii tej cywilizacji, wykazując jednocześnie, że tzw. epoka Minosa była jej końcem. W przeciwieństwie do innych archeologów Evans nie tylko systematyzował i klasyfikował znaleziska, ale też na ich podstawie odtworzył życie społeczne i polityczne Kreteńczyków od 3000 do 1200 r. p.n.e. Pozwoliła mu na to wnikliwa analiza fresków, rzeźb i polichromowanej ceramiki oraz układu architektonicznego odkopywanych ruin, stanowiących najważniejsze świadectwa kultury minojskiej.
Od 1870 był członkiem zagranicznym Królewskiej Holenderskiej Akademii Sztuk i Nauk. W 1936 r. odznaczony medalem Copleya

### Ważniejsze publikacje
- Evans, A.J., 1901, Scripta Minoa – Volume 1
- Evans, A.J., 1952, Scripta Minoa – Volume 2
- Evans, A.J., 1921–1935, Palace of Minos – Volumes 1–4
- Evans, A.J., 1933, Jarn Mound